# 망시 제도
망시 제도(Mangsee islands)는 팔라완주의 최남서단이다.
1898년 파리 조약에서 스페인이 미국에 할양했는지 모호했는데 1900년 워싱턴 조약에서 조약이 보충되어 미국이 영유권을 승계받았다고 해석되는 섬이었다. 필리핀측 터틀 제도와 망시 제도의 영유권을 미국이 요구했다.
1930년에 터틀 제도의 7개 섬과 망시 제도는 미국의 주권으로, 3개 섬은 북보르네오 지역으로 두기로 합의하되, 행정권은 미국이 반환을 요청할 때까지 북보르네오 특허 회사에서 행사하기로 했다. 1946년 7월 필리핀 공화국의 독립과 영국의 북보르네오 합병으로 북보르네오 왕령식민지가 탄생한 직후 필리핀이 반환을 요구해 필리핀이 통치하고 있다.